# Potočka-barlang

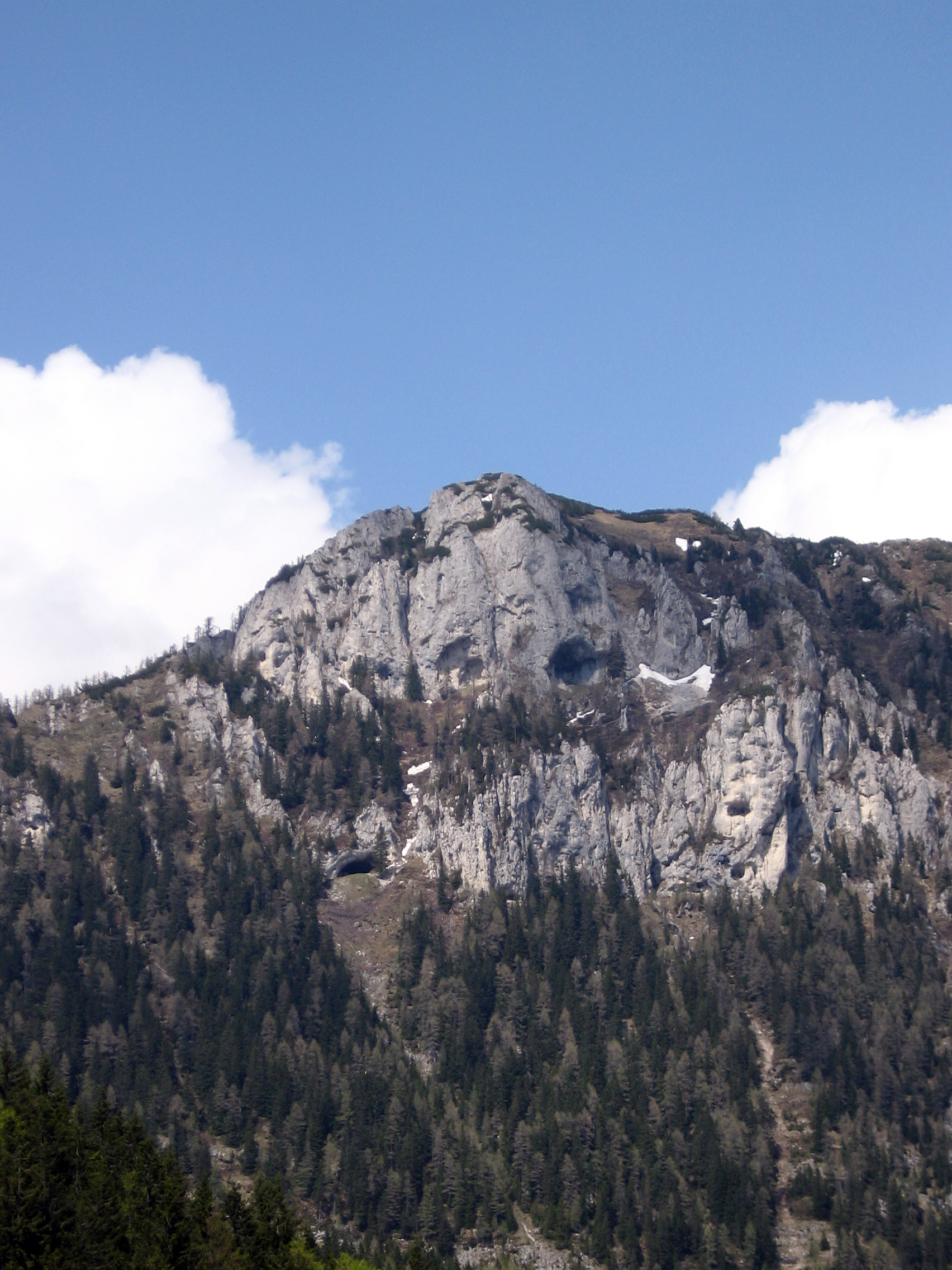
A barlang nyílása a kép közepétől jobbra látható

A Potočka-barlang az Olševa-hegy oldalában 1675 méteres tengerszint feletti magasságon található Szlovénia Savinja régiójában, Solčava település felett a Keleti-Karavankák hegységben az ország északi részén. A barlang hossza 115 méter és 40 méter széles nyílását átlagosan 17 méteres belső szélesség követi. Nyílása dél felé tekint. 

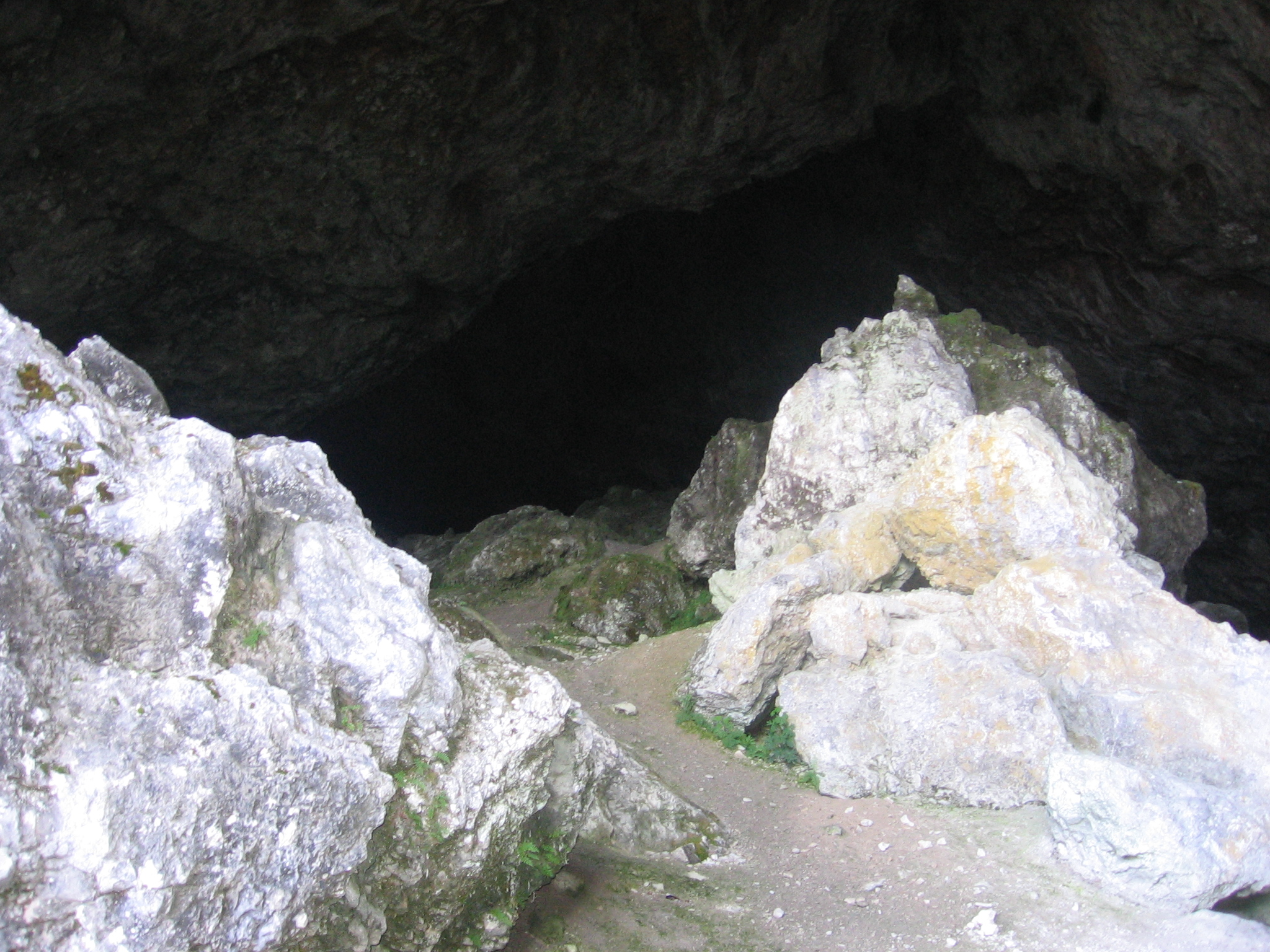
A barlang bejárata

A barlang elsődlegesen archeológiai és paleontológiai helyszín, melyet a cro-magnoni ősember látogatott az aurignaci kultúra idején, mintegy 25–36 ezer éve. E barlang használatára két magyarázat született, melyek közül az egyik csupán vadászok pihenőhelyének tekinti, míg a másik változat szerint rituális helyszín volt. 
A feltárások Srečko Brodar vezetésével kezdődtek meg 1928-ban, és egészen 1935-ig folytatódtak. Mintegy 40 állatfaj csontvázának, köztük a barlangi medvének a maradványait sikerült beazonosítaniuk a kutatóknak. Ezeken felül találtak itt 123 darab nyílhegyet és a világ legrégebbi varrótűjét. A leleteket eredetileg a Celjei Regionális Múzeum őrizte, ám azok nagy része megsemmisült az 1945. február 14-i celjei bombázás során.

## Fordítás
Ez a szócikk részben vagy egészben  a   Potok Cave című angol Wikipédia-szócikk ezen változatának fordításán alapul.  Az eredeti cikk szerkesztőit annak laptörténete sorolja fel. Ez a jelzés csupán a megfogalmazás eredetét és a szerzői jogokat jelzi, nem szolgál a cikkben szereplő információk forrásmegjelöléseként.